# Spilocuscus papuensis
El cuscús de Waigeo (Spilocuscus papuensis) es una especie de marsupial de la familia Phalangeridae.

## Distribución geográfica y hábitat
Es endémica de Waigeo, cerca de Nueva Guinea (Indonesia).

## Estado de conservación
Se encuentra amenazada por la pérdida de su hábitat natural y la caza.